# Сандерленд (футбольный клуб)
«Са́ндерленд» (полное название — Клуб ассоциации футбола «Сандерленд»; англ. Sunderland Association Football Club, английское произношение: [ˈsʌndərlənd 'futbɔ:l klʌb], местное: [ˈsʊndlən]) — английский профессиональный футбольный клуб из одноимённого города в графстве Тайн-энд-Уир, Северо-Восточная Англия. Основан в 1879 году под названием «Сандерленд энд Дистрикт Тичерз» (Sunderland and District Teachers).
«Сандерленд» является шестикратным чемпионом Англии, причём все эти победы были достигнуты до Второй мировой войны: в сезонах 1891/92, 1892/93, 1894/95, 1901/02, 1912/13, 1935/36. Наивысшим достижением клуба после Второй мировой войны является победа в Кубке Англии в 1973 году. В 1990-е и 2000-е годы клуб нередко покидал Премьер-лигу, но начиная с сезона 2007/08 по сезон 2016/17 выступал в высшем английском дивизионе. По итогам сезона 2017/18 занял последнее место в Чемпионшипе и выбыл в Лигу 1, третий дивизион в системе футбольных лиг Англии. В сезоне 2021/22 «Сандерленд» в финале плей-офф за выход в Чемпионшип обыграл «Уиком Уондерерс» со счётом 2:0, вернувшись тем самым во вторую по значимости лигу Англии.
Выступает в Премьер-лиге, высшем дивизионе в системе футбольных лиг Англии.
«Сандерленд» долгое время являлся рекордсменом высшего дивизиона чемпионата Англии по количеству проведённых в нём сезонов подряд: клуб не покидал высший дивизион в течение 68 сезонов, с 1890 по 1958 годы. Этот рекорд был побит «Арсеналом» в 1992 году.
Свои домашние матчи c 1997 года «Сандерленд» проводит на «Стэдиум оф Лайт», вместительность которого после реконструкции составляет 49 000 человек. До этого клуб выступал на стадионе «Рокер Парк».
Наиболее принципиальными для «Сандерленда» являются матчи с «Ньюкасл Юнайтед». Эти матчи известны в Англии под названием «Тайн-Уирское дерби». Первый матч между этими командами состоялся в 1898 году. Ещё одним принципиальным соперником для «Сандерленда» является «Мидлсбро», с которым разыгрывается Тис-Уирское дерби.

## История

### Ранние годы: 1879—1913
17 октября 1879 года житель Сандерленда школьный учитель Джеймс Аллан основал Sunderland District & Teachers Assosiation Football Club. Первую официально зарегистрированную игру команда провела 13 ноября 1880 года против «Феррихилл Атлетик» и проиграла её 0:1. Первым домашним стадионом для команды стал Блу Хаус Филд, недалеко от школы Джеймса Аллана в Хендоне. Клуб сменил ещё три стадиона («Гроув», «Горацио Стрит» и «Аббс Филд») перед тем, как домашним в 1886 году стал «Ньюкасл Роуд». В 1881 году название клуба было изменено на Sunderland Association Football Club, после того, как к нему разрешили присоединяться людям других профессий (не только учителям). Это позволило привлекать большее количество игроков и улучшило материальную базу клуба. В 1886 году клуб стал профессиональным. Первым капитаном профессионального «Сандерленда» был защитник Джеймс Макмиллан. В 1888 году Джеймс Аллан, недовольный профессиональным статусом клуба, покинул его и основал другой — «Сандерленд Альбион». Два клуба из Сандерленда конкурировали между собой до 1892 года, когда «Альбион» был расформирован.
Первым тренером «Сандерленда» стал Том Уотсон (был назначен в августе 1889 года). В это время их матчи состояли из местных соревнований, Кубка Англии и товарищеских матчей с клубами Футбольной лиги. Ввиду роста популярности команда подала заявку на участие в Футбольной Лиге. На собрании Лиги, рассматривавшем эту заявку, клуб предложил оплатить все расходы других клубов связанные с дорогой в Сандерленд. В сезоне 1890/91 «Сандерленд» допустили в Футбольную Лигу. Он заменил «Сток Сити», который занял последнее место в предыдущем сезоне и не был переизбран. «Сандерленд» стал первым клубом, вошедшим в Лигу после её образования 1888 году. В конце XIX века «Сандерленд» называли «Командой всех талантов». Это прозвище им дал Уильям Маккрегор, основатель Лиги. Сандерленд выигрывает чемпионат в сезоне 1891/92 набрав 42 очка и опередив ближайшего конкурента — «Престон Норт Энд» — на 5 очков. В следующем сезоне «Сандерленд» во второй раз становится чемпионом, а центральный нападающий Джонни Кэмпбелл второй сезон подряд забивает больше 30 голов. В этом же сезоне «Сандерленд» забивает 100 мячей. Этот рекорд был побит только в сезоне 1919/20, когда «Вест Бромвич Альбион» забил 104 мяча.
В сезоне 1893/94 «Сандерленд» стал вторым после «Астон Виллы», однако уже в следующем сезоне стал в третий раз чемпионом опередив «Эвертон» на 5 очков. После чемпионата 1894/95, 27 апреля 1895 года состоялся матч с чемпионом Шотландии — «Харт оф Мидлотиан». Сандерленд выиграл эту игру 5:3 и был назван чемпионом мира. В августе 1896 года Том Уотсон становится тренером «Ливерпуля». Новым тренером «Сандерленда» назначен Роберт Кэмпбэлл. В сезоне 1897/98 «Сандерленд» занял второе место, отстав на 5 очков от «Шеффилд Юнайтед». Этот сезон был последним, который команда играла на стадионе «Ньюкасл Роуд». В следующем сезоне домашние игры «Сандерленд» проводил на «Рокер Парк» (первоначальная вместимость которого была 30 000 человек). В 1889 году новым тренером становится Алекс Макки. В сезоне 1900/01 «Сандерленд» занял второе место, а в 1901/02 выиграл своё четвёртое чемпионство, опередив на 3 очка «Эвертон».
В 1904 году «Сандерленд» был вовлечён в скандал, связанный с премией своему игроку Эндрю Маккомби. Утверждалось, что клуб дал игроку 100 фунтов стерлингов для открытия своего дела, подразумевая, что он вернёт их после получения прибыли. Маккомби отказался возвращать деньги, утверждая, что это был подарок. Расследование, проведённое Футбольной ассоциацией установило, что эти деньги были премией за продление контракта или за выигрыш/ничью, что было запрещено правилами. Сандерленд был оштрафован на 250 фунтов стерлингов, а 6 директоров были отстранены от на 2,5 года за сокрытие финансовых отношений в клубе. За причастность к делу на три месяца был отстранён тренер «Сандерленда» Алекс Макки.
В 1905 году в результате «дела Маккомби» вместо Алекса Макки тренером «Сандерленда» стал Боб Кайл. В том же году «Сандерленд» впервые заплатил за переход игрока 1000 фунтов стерлингов: из «Мидлсбро» пришёл Альф Коммон. В сезоне 1907/08 «Сандерленд» одержал свою самую крупную победу в высшей английской лиге. Со счётом 9:1 на стадионе «Сент-Джеймс Парк» был обыгран «Ньюкасл Юнайтед».
В сезоне 1912/13 «Сандерленд» становится чемпионом в 5-й раз, опередив «Астон Виллу» на 4 очка. В этом же сезоне «Сандерленд» мог выиграть Золотой дубль. Но в финальном матче 19 апреля 1913 года «Сандерленд» проиграл «Астон Вилле» 0:1. В это время в «Сандерленде» много забивал Чарли Бакен, явлюящийся на 2009 год вторым по результативности (после Бобби Гарни) бомбардиром команды (224 гола в 411 матчах).

### Между мировыми войнами: 1913—1939
В сезоне 1935/36 «Сандерленд» вновь стал чемпионом высшего дивизиона английского чемпионата, а в 1937 году завоевал Кубок Англии (обыграв в финале турнира «Престон Норт Энд» со счётом 3:1). Капитаном того состава «Сандерленда» был Рейч Картер.

### Послевоенный период и выбывание: 1939—1959
В 1957 году «Сандерленд» был подвергнут ряду санкций и оштрафован футбольной лигой, так как руководство клуба нарушила принятый в те времена потолок зарплат. А на следующий сезон, в 1958 году, клуб впервые в своей истории покинул высший дивизион английского футбола, в котором оставался 68 лет. Любопытным фактом является то, что непосредственно перед выбыванием клуб заработал прозвище «Банк Англии», за рекордные для того времени трансферы, включая приобретение играющего тренера «Карлайл Юнайтед» Айвора Бродиса, который фактически сам себя продал.

### Второй дивизион и участие в еврокубках: 1959—1979
На период конца 50-х по конец 70-х пришёлся, до сегодняшнего дня, последний крупный успех «Сандерленда» — в сезоне 1972/73 клуб выиграл Кубок Англии.

### Два финала: 1979—1997
В 1985 году «Сандерленд» в первый, и на сегодняшний день последний, раз дошёл до финала Кубка лиги, но уступил трофей «Норвич Сити». В 1987 году клуб впервые в своей истории оказался в третьем дивизионе, но долго играть там «Сандерленд» не собирался, и под руководством Денниса Смита выиграл сезон 1987/88, снова оказавшись во втором дивизионе английского футбола. К началу 90-х команда смогла выйти в Премьер-лигу, но задержалась там ненадолго. Единственным светлым моментом того периода был выход в 1992 году в финал Кубка Англии, но «Сандерленд» уступил «Ливерпулю» со счётом 0:2.

### Новая история: с 1997 года
Конец 1990-х годов клуб посвятил планомерному укреплению команды. В 1997 году «Сандерленд» получил новый сорокатысячный стадион, а в 1999 году с большим отрывом победил во втором дивизионе (будущем Чемпионат Футбольной лиги), получив право выступать Премьер-лиге. Поначалу, игра в элитном дивизионе происходила достаточно успешно, в основном благодаря бомбардирскому таланту Кевина Филипса, клуб дважды финишировав седьмым и начал уже стремится к большему.
В команду в тандем к Филипсу был куплен за крупную сумму нападающий топ уровня Туре Андре Флу, однако он вместе со всей командой провалил сезон, забив лишь 4 гола в 29 играх, впрочем, снова лучшим бомбардиром в команде стал Кевин Филлипс. После сезона 2002/03 команда покинула Премьер-лигу, набрав к концу чемпионата всего 19 очков, что стало антирекордом на тот момент. Сменив тренера команда повторила успех 1999 года. Под руководством Мика Маккарти в 2005 году клуб завоевал золото «Чемпионшипа», но в Премьер-лиге «Сандерленд» снова ждал позор (команда закончила сезон 15-ю очками, побив свой же антирекорд). Несмотря на провальный сезон, команде в том сезоне удалось добиться сенсационной ничьей на выезде в игре с «Манчестер Юнайтед» 0:0, ряд игроков того состава длительное время оставались востребованными в других командах АПЛ и престижных европейских чемпионатах. Хулио Арка, Грант Лидбитер — «Мидлсбро», Джон Стид — «Шеффилд Юнайтед», Келвин Дэвис — «Саутгемптон», Энтони Ле Таллек — «Сент-Эттьен». Бен Олнвик, отразивший пенальти в игре 2 круга с «Тоттенхем Хотспур», перешёл в эту команду на правах резервного вратаря.
В 2006 году у «Сандерленда» сменилось руководство, команду купил ирландский консорциум, во главе которого находился недавний нападающий клуба Нилл Куинн. Он же пригласил своего товарища Роя Кина, бывшего игрока сборной Ирландии и капитана «Манчестер Юнайтед», на пост главного тренера команды. Впоследствии в «Сандерленде» появилось несколько футболистов из Ирландии (Дэвид Коннолли, Лиам Миллер и Грэм Кэвенаги). Был даже куплен лучший игрок Тринидад и Тобаго на Чемпионате мира — Дуайт Йорк. Поначалу, после 4 матчей, команда занимала последнее место в Чемпионшипе, всех их проиграв. Однако, ирландское пополнение помогло клубу. В первом же сезоне Рой Кин привёл «Сандерленд» к чемпионству в «Чемпионшипе». Попав в Премьер-лигу, команда заиграла заметно лучше, чем в предыдущие свои сезоны в элитном дивизионе, и в итоге закончила чемпионат на 15-м месте. Но через три года после смены руководства у команды снова сменился хозяин. 27 мая 2009 года американский бизнесмен Эллис Шорт выкупил 100 % акций клуба и стал единоличным владельцем команды. «Сандерленд» стал пятым клубом Премьер-Лиги, которым владеют американцы, после «Манчестер Юнайтед», «Ливерпуля», «Арсенала» и «Астон Виллы». Новое руководство снова перетрясло состав клуба, в результате чего ушёл Рой Кин, а на его место был приглашён английский специалист Стив Брюс. С новым тренером «Сандерленд» в сезоне 2009/10 занял 13-е место.
В следующем сезоне, 15 ноября 2010 года команда выдала великолепный матч против «Челси» на «Стэмфорд Бридж», обыграв лидировавших к тому моменту в чемпионате хозяев с разгромным счётом 3:0. Команда блестяще провела первую часть сезона и претендовала на место в еврокубках, но из-за травм ведущих игроков провалила вторую часть, завершив сезон на 10 месте. Именно в этом сезоне раскрылась звезда Джордана Хендерсона, будущего полузащитника «Ливерпуля» и сборной Англии.
Большую часть сезона 2013/14 года команда провела в зоне выбывания, однако совершила настоящий подвиг, выдав с 35-го по 37-й тур серию из трёх побед подряд — обыграв со счётом 1:0 на выезде «Челси» и «Манчестер Юнайтед», разгромив дома «Кардифф Сити» 4:0, что позволило стать клубу первым с момента образования АПЛ в 1992 году, не выбывшим из Премьер-лиги с последнего места, на котором команда располагалась в середине чемпионата.
В сезоне 2017/2018 «чёрные коты» досрочно выбыли в Лигу 1, проиграв «Бертону» со счётом 1:2.
Сезон 2018/19 команда начала с трансферной компании, в ходе которой были куплены Джек Болдуин и один из лучших ассистентов ушедшего на повышение в Чемпионшип «Уигана» Макс Пауэр. Этот полузащитник в стартовых 4 играх забил 2 гола за «Сандерленд». В пяти стартовых матчах сезона команда одержала 4 победы и 1 матч сыграла вничью.
В феврале 2022 года The Guardian сообщила о возможном собеседовании с Ройем Кином, который в 2006—2008 годах уже был главным тренером команды.

## Символика

### Форма

#### Домашняя
| 1890 — 1893 | 2010/11 | 2011/12 | 2012/13 | 2013/14 | 2014/15 | 2015/16 | 2016/17 | 2017/18 | 2018/19 | 2019/20 |
| 2020/21     | 2021/22 | 2022/23 | 2023/24 |         |         |         |         |         |         |         |

#### Гостевая
| 2010/11 | 2011/12 | 2012/13 | 2013/14 | 2014/15 | 2015/16 | 2016/17 | 2017/18 | 2018/19 | 2019/20 | 2020/21 |
| 2021/22 | 2022/23 | 2023/24 |         |         |         |         |         |         |         |         |

#### Резервная
| 2014/15 | 2016/17 | 2017/18 | 2023/24 |

Источники:,

### Спонсоры

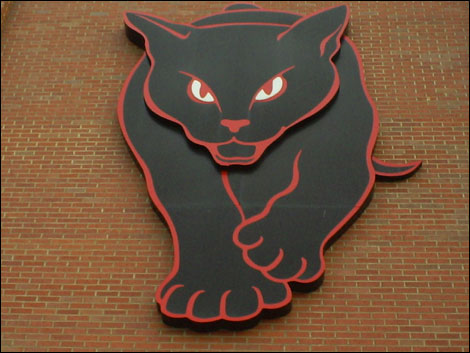
Эмблема с чёрным котом на фасаде «Стэдиум оф Лайт»

| Период     | Технический партнёр | Титульный спонсор          |
| ---------- | ------------------- | -------------------------- |
| 1975—1981  | Umbro               | нет                        |
| 1981—1983  | Le Coq Sportif      | нет                        |
| 1983—1985  | Nike                | Cowie’s                    |
| 1985—1986  | Nike                | VAUX                       |
| 1986—1988  | Patrick             | VAUX                       |
| 1988—1994  | Hummel              | VAUX                       |
| 1994—1997  | Avec                | VAUX                       |
| 1997—1999  | ASICS               | Reg Vardy                  |
| 1999—2000  | ASICS               | Reg Vardy                  |
| 2000—2004  | Nike                | Reg Vardy                  |
| 2004—2005  | Diadora             | Reg Vardy                  |
| 2005—2007  | Lonsdale            | Reg Vardy                  |
| 2007—2010  | Umbro               | Boylesports                |
| 2010—2012  | Umbro               | Tombola                    |
| 2012—2013  | Adidas              | Invest In Africa           |
| 2013—2015  | Adidas              | Bidvest                    |
| 2015—2018  | Adidas              | Dafabet                    |
| 2018—2019  | Adidas              | Betdaq                     |
| 2019—2020  | Adidas              | Children with Cancer UK    |
| 2020—2022  | Nike                | Great Annual Savings Group |
| 2022—н. в. | Nike                | Spreadex Sports            |

## Текущий состав
| 1  | Флаг Англии            | Вр  | Энтони Паттерсон   | 2000 |  |  |  |  |  |
| 16 | Флаг Камеруна          | Вр  | Блонди Нукеу       | 2001 |  |  |  |  |  |
| 21 | Флаг Англии            | Вр  | Саймон Мур         | 1990 |  |  |  |  |  |
|    |                        |     |                    |      |  |  |  |  |  |
| 2  | Флаг Уэльса            | Защ | Найл Хаггинс       | 2000 |  |  |  |  |  |
| 3  | Флаг Англии            | Защ | Деннис Серкин      | 2002 |  |  |  |  |  |
| 5  | Флаг Северной Ирландии | Защ | Дэниел Баллард     | 1999 |  |  |  |  |  |
| 6  | Флаг Франции           | Защ | Тимоте Пембеле     | 2002 |  |  |  |  |  |
| 13 | Флаг Англии            | Защ | Люк О'Ниэн         | 1994 |  |  |  |  |  |
| 23 | Флаг Нидерландов       | Защ | Йенсон Селт        | 2003 |  |  |  |  |  |
| 25 | Флаг Австралии         | Защ | Нектариос Триантис | 2003 |  |  |  |  |  |
| 32 | Флаг Северной Ирландии | Защ | Трэй Хьюм          | 2002 |  |  |  |  |  |
| 33 | Флаг Норвегии          | Защ | Лео Йельде         | 2003 |  |  |  |  |  |
| 41 | Флаг Англии            | Защ | Зак Джонсон        | 2005 |  |  |  |  |  |
| 42 | Флаг Англии            | Защ | Аджи Алезе         | 2001 |  |  |  |  |  |
| 45 | Флаг Англии            | Защ | Джо Андерсон       | 2001 |  |  |  |  |  |
|    |                        |     |                    |      |  |  |  |  |  |
| 4  | Флаг Англии            | ПЗ  | Дэн Нил (капитан)  | 2001 |  |  |  |  |  |
| 8  | Флаг Ирландии          | ПЗ  | Алан Браун         | 1995 |  |  |  |  |  |

| 10 | Флаг Англии     | ПЗ  | Патрик Робертс  | 1997 |  |  |  |  |  |
| 11 | Флаг Англии     | ПЗ  | Крис Ригг       | 2007 |  |  |  |  |  |
| 17 | Флаг Франции    | ПЗ  | Абдулла Ба      | 2003 |  |  |  |  |  |
| 22 | Флаг Франции    | ПЗ  | Адиль Аушиш     | 2002 |  |  |  |  |  |
| 27 | Флаг Англии     | ПЗ  | Джей Матете     | 2001 |  |  |  |  |  |
| 28 | Флаг Франции    | ПЗ  | Энцо Ле Фе      | 2000 |  |  |  |  |  |
| 30 | Флаг Сербии     | ПЗ  | Милан Алексич   | 2005 |  |  |  |  |  |
| 34 | Флаг Швейцарии  | ПЗ  | Гранит Джака    | 1992 |  |  |  |  |  |
| 39 | Флаг Франции    | ПЗ  | Пьер Эква       | 2002 |  |  |  |  |  |
|    | Флаг Сенегала   | ПЗ  | Абиб Диарра     | 2004 |  |  |  |  |  |
|    |                 |     |                 |      |  |  |  |  |  |
| 9  | Флаг Португалии | Нап | Луиш Семеду     | 2003 |  |  |  |  |  |
| 12 | Флаг Испании    | Нап | Элиезер Майенда | 2005 |  |  |  |  |  |
| 14 | Флаг Англии     | Нап | Ромейн Мандл    | 2003 |  |  |  |  |  |
| 15 | Флаг Украины    | Нап | Назарий Русин   | 1998 |  |  |  |  |  |
| 18 | Флаг Франции    | Нап | Вильсон Изидор  | 2000 |  |  |  |  |  |
| 29 | Флаг Нигерии    | Нап | Ахмед Абдуллахи | 2004 |  |  |  |  |  |
| 36 | Флаг Колумбии   | Нап | Иан Поведа      | 2000 |  |  |  |  |  |

## Достижения

### Национальные
- Первый дивизион Футбольной лиги / Премьер-лига
  - Чемпион (6): 1891/92, 1892/93, 1894/95, 1901/02, 1912/13, 1935/36
- Чемпионат Англии (Второй дивизион) / Чемпионшип
  - Чемпион (5): 1975/76, 1995/96, 1998/99, 2004/05, 2006/07
- Чемпионат Англии (Третий дивизион)
  - Чемпион: 1987/88
- Первый дивизион Футбольной лиги
  - Чемпион (2): 1995/96, 1998/99
- Чемпионат Футбольной лиги
  - Чемпион (2): 2005, 2007
- Кубок Англии
  - Обладатель (2): 1937, 1973
  - Финалист: 1913, 1992
- Кубок Английской футбольной лиги
  - Финалист (2): 1985, 2014
- Трофей Английской футбольной лиги
  - Обладатель: 2020/21
  - Финалист: 2018/19
- Суперкубок Англии
  - Обладатель: 1936